# Edgar Pinto
Edgar Miguel Lemos Pinto (27 augustus 1985) is een Portugees voormalig wielrenner. Hij werd in 2020 voor vier jaar geschorst omdat hij in bezit was van verboden middelen.

## Overwinningen
2013
Puntenklassement Trofeo Joaquim Agostinho
2014
1e etappe Trofeo Joaquim Agostinho
4e etappe Ronde van Portugal
2015
3e etappe Ronde van Marokko
Bergklassement Ronde van Marokko
2018
4e etappe Ronde van Alentejo
1e etappe Ronde van Madrid
Eindklassement Ronde van Madrid
2019
3e etappe Ronde van Asturië

## Ploegen
- 2008 –  Benfica
- 2009 –  Liberty Seguros
- 2010 –  LA-Rota dos Móveis
- 2011 –  LA-Antarte
- 2012 –  LA Aluminios-Antarte
- 2013 –  LA Aluminios-Antarte
- 2014 –  LA Aluminios-Antarte
- 2015 –  Skydive Dubai Pro Cycling Team-Al Ahli Club[2]
- 2016 –  Skydive Dubai Pro Cycling Team-Al Ahli Club (vanaf 21-3)
- 2017 –  LA Alumínios-Metalusa-Blackjack
- 2018 –  Vito-Feirense-Blackjack
- 2019 –  W52-FC Porto
- 2020 –  W52-FC Porto (tot en met 16 oktober)

Antunes · Azevedo · Barbosa · Benítez · Castanheira · M. Costa · R. Costa · Lopes · Mendes · Miranda · Petrov · Pinto · Plaza · Pradera · B. Sancho · H. Sancho
Afonso · Coutinho · Errazkin · Haddi · Matias · Pinto · Saavedra · Sancho · G. Santos · J. Santos · Vale
Alarcón · Caldeira · Campos · Carvalho · Ferreira · Fonte · Magalhães · D. Mestre · R. Mestre · Pinto · Reis · Rodrigues · Sánchez · Silva · Veloso · Vinhas
Antunes · Caldeira · Campos · Ferreira · Magalhães · Mendes · D. Mestre · R. Mestre · Pinto · Rico · Rodrigues · Veloso · Vinhas